# Božo Težak
Božo Težak (Varaždin, 27. srpnja 1907. – Zagreb, 16. svibnja 1980.), hrvatski kemičar i organizator znanstvene informatike.

## Životopis
Diplomirao kemiju na Tehničkom fakultetu Sveučilišta u Zagrebu 1930., doktorirao 1945. na Sveučilištu u Ljubljani. Usavršavao se na University of London, University College, the Sir William Ramsay Laboratories of Inorganic and Physical Chemistry kod prof. Donnana (1930-1931.). Radio je u vojnotehničkom zavodu Obilićevo kraj Kruševca, Srbija (1932-36.). U Zagrebu je radio kao inženjer Gradskoga poglavarstva (1937/38.) i u zagrebačkoj Gradskoj plinari (1938/41.).
Utemeljio je Školu za civilnu zaštitu u Zagrebu i bio njen upravitelj (1938-41.), a radio je i kao inženjer u Gradskom kemijskom laboratoriju u Zagrebu (1941./45.). Godine 1945. postaje docentom na Farmaceutskom fakultetu, a 1946. profesorom na PMF-u. Smatraju ga osnivačem fizikalne kemije na Institutu "Ruđer Bošković". Bio je glavni urednik časopisa "Croatica Chemica Acta", "Sveučilišnog vjesnika", utemeljitelj i prvi urednik časopisa "Scientia Yugoslavica" i "Informatologia Yugoslavica". Potaknuo je osnivanje Referalnog centra Sveučilišta u Zagrebu i bio njegov upravitelj. Jedan je od osnivača Internacionalne stalne izložbe publikacija (ISIP). Znanstveni radovi su mu s područja anorganske koloidne kemije, stvaranja čvrste faze iz elektrolitnih otopina, te fenomena precipitacije i koagulacije. U njegovu čast Hrvatsko kemijsko društvo utemeljilo je Medalju "Božo Težak".
Velikim zaslugama hrvatsko-američkog kemičara Egona Matijevića Težakova škola koloidne kemije se je probila na međunarodnom planu gdje je postala priznatom.

## Književnost
- Kochansky-Devidé, Vanda., Spomenica Prirodoslovno-matematičkog fakulteta (1874-1974), Prirodoslovno-matematički fakultet Sveučilišta u Zagrebu, Zagreb, 1974., str. 104.
- Muljević, Vladimir., Božo Težak : Pionir Informacijskog društva. // Hrvatska akademija tehničkih znanosti (Akademija tehničkih znanosti Hrvatske) – HATZ, Zagreb, Preuzeto 20. srpnja 2010., URL: http://www.hatz.hr
- Jadrijević, Vesna., Prof. dr. sc. Božo Težak (1907-1980) : fizikalni kemičar, pionir informacijskih znanosti u Hrvatskoj, prvi organizator civilne zaštite u gradu Zagrebu.  Arhivirana inačica izvorne stranice od 26. studenoga 2011. (Wayback Machine) // Sustav znanstvenih informacija RH – Prirodoslovlje, Institut Ruđer Bošković, Zagreb, Posljednje promjene: 22. svibnja 2000., Preuzeto 20. srpnja 2010., URL: http://prirodo.irb.hr  Arhivirana inačica izvorne stranice od 11. svibnja 2010. (Wayback Machine)
- Reiner, Elsa., Profesor Božo Težak : prigodom stote godišnjice rođenja i šezdesete obljetnice osnivanja Instituta za medicinska istraživanja i medicinu rada. // Arhiv za higijenu rada i toksikologiju, Vol. 59, No. 2, lipnja 2008., str. 141. – 143., ISSN 0004-1254, (Hrčak)
- Težak, Đurđica i sur. (ur.), Profesor Božo Težak : lučonoša znanosti, Hrvatska sveučilišna naklada, Zagreb, 2007., ISBN 978-953-169-149-9